# Gaèlic irlandès
El gaèlic irlandès o gaèlic irlandés, o simplement irlandès o irlandés (Gaeilge, pronunciat [ˈɡeːlʲɟə]), és una llengua parlada com a llengua nadiua a l'illa d'Irlanda per prop d’unes 70.000 persones com a primera llengua, predominantment a les zones occidentals rurals de l'illa. L'irlandès mitjà era la llengua d'Irlanda abans que els anglesos conquerissen l'illa durant la baixa edat mitjana.
L'irlandès, juntament amb el gaèlic escocès i el manx, pertany a la branca goidèlica de les llengües celtes, i és habitualment considerada la llengua amb la tercera literatura més antiga d'Europa, després del grec i el llatí.
Del 1922 ençà amb la independència d'Irlanda (anomenat originàriament Estat Lliure Irlandès), l'irlandès n'ha estat llengua cooficial, juntament amb l'anglès. Del 1998 ençà amb l'Acord de Divendres Sant, l'irlandès és també una llengua cooficial a Irlanda del Nord, sota el Regne Unit. Actualment, l'irlandès és la llengua materna d’aproximadament un 2% de la població a la república (unes 70.000 persones) i entre 10 i 15 mil més a Irlanda del Nord. Les comunitats i zones on es parla l'irlandès s'anomenen Gaeltachtaí (singular, Gaeltacht). El Gaeltacht amb la població més gran és Conamara al comtat de Galway i inclou les Illes Aran.
Atès que el govern de la república exigeix que els residents estudiïn l'irlandès a les escoles públiques, moltes persones el saben parlar com a segona llengua. La major part de la gent té, almenys, una comprensió general de la llengua. Malgrat que la llengua principal d'Irlanda continua de ser l'anglès, al llarg de l'illa (i especialment a les Gaeltachtaí) hi ha jornals, revistes i emissores de ràdio disponibles en irlandès.
També, de 1996 ençà, hi ha un canal de televisió en irlandès anomenat Teilifís na Gaeilge o TG4.

## Dialectes
Els tres dialectes irlandesos principals són:
- Ulaidh o Dhún na nGall, parlat al Nord, al comtat de Donegal.
- Connachta, al centre, als comtats de Mayo i Galway, a Tourmakeady (Tuar Mhic Éadaigh) i Joyce Country (Dúthaigh Sheoige).
- An Mhumhain, a les Gaeltachtaí de Kerry (Ciarraí), Coolea (Cúil Aodha) a l'oest del comtat de Cork (Contae Chorcaí), i petits nuclis a Dungarvan (Dún Garbháin) a Waterford.

## Evolució de la situació de la llengua

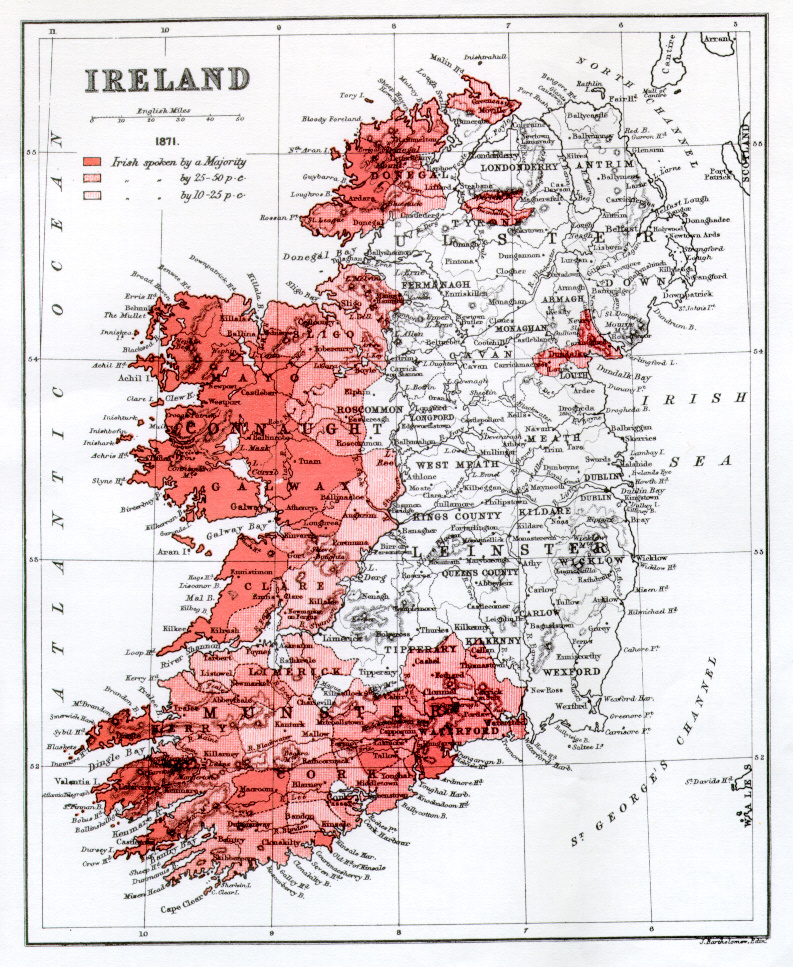
Situació de l'irlandès en un mapa de 1871, en tres gradacions de vermell: majoritat, 25-50% i 10-25%

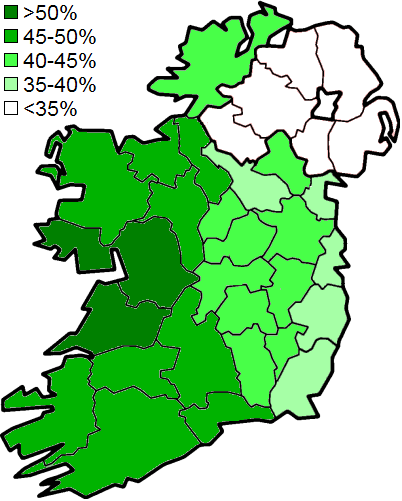
Percentatge actual de parlants de gaèlic per comtats

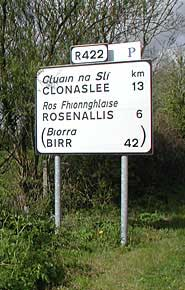
Cartell típic d'Irlanda amb els noms en irlandès i anglès

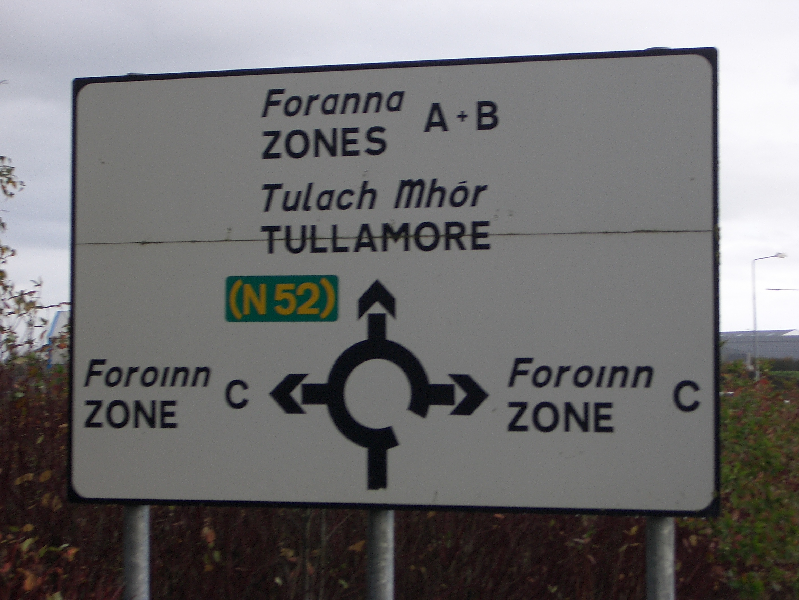
Indicació d'una rotonda amb els noms en irlandès i anglès

Fins al 1600, els qui parlaven anglès a l'illa eren una minoria. El 1830 hi havia a tota Irlanda un milió de gaelòfons monolingües i tres milions i mig més bilingües. El 1841 els parlants eren uns quatre milions, però després de la fam de la patata i les grans emigracions, el 1851 s'havien reduït a 1,7 milions de parlants. El 1881 hi havia sols 64.167 persones que tenien el gaèlic com a llengua única, i posteriorment es reduïren a 38.193 l'any 1891 i a 20.953 el 1901, d'elles 12.000 a Connacht.
El nombre de parlants totals de gaèlic es reduí dels quatre milions el 1841 a 1,7 milions el 1851, d'ací a 641.142 el 1901 i a 527.000 el 1911. El 1911 es deia que el 18% dels irlandesos eren bilingües, però és una dada poc fiable. El 1925, però, un 12% dels irlandesos afirmava saber parlar i llegir gaèlic. Els parlants el 1926 eren 543.511 persones, o sia, un 18,3% de la població d'Irlanda del Sud. El 1936 eren uns 666.601 parlants.
Pel 1956 s'establí el sistema de la Gaeltacht o reserves lingüístiques allà on encara es parlava el gaèlic de manera natural. Endemés, hi ha uns 25.000 romanís irlandesos que parlen scelta, un argot basat en l'irlandès, que també és parlat per 15.000 individus a la Gran Bretanya i 10.000 més als EUA.
Es calcula que el 1981 un 30% dels irlandesos era capaç de parlar gaèlic, però Ó Réagáin i Ó Gliasáin afirmaven l'any 1984 que sols un 5% ho feia amb facilitat (60.000 parlants, dels quals 10.000 eren parlants quotidians).

## Organitzacions per la llengua
A Irlanda hi ha nombroses organitzacions per al foment de la llengua.
- L'any 1943 es fundà el Comhdháil Náisiúnta na Gaeilge (Conferència Nacional del Gaèlic), que federa 17 associacions no estatals per promoure la llengua, encara que reben subvencions de l'estat.
- An Cumann Gaelach (en anglès: The Irish Language Society, en català: Societat de la llengua irlandesa) és una societat d'estudiants que es pot trobar en molts col·legis i universitats d'Irlanda. Molts d'aquests grups es fundaren a començaments del segle xx com a part de la reinaxença de la llengua irlandesa, que donà lloc a l'establiment de grups nacionals com la Conradh na Gaelige (en anglès: Gaelic League, en català: Lliga gaèlica). Malgrat que aquests grups no sempre tenien lligams formals entre si, operaven d'una manera semblant, donaven classes d'irlandès (sovint de franc), i organitzaven aplecs i viatges a les zones de parla irlandesa d'Irlanda (Gaeltacht).
- Conradh na Gaeilge (Lliga Gaèlica), fundada el 1893, la més antiga i millor organitzada, té 200 seus a tota l'illa.
- Gaelscoileanna (Associació d'Escoles Gaèliques), agrupa escoles primàries i secundàries en gaèlic.
- Comhar na Múinteoirí Gaeilge (Associació de Mestres en Gaèlic), associació de mestres, de caràcter corporatiu i sindical.
- Na Naíonraí Gaelacha (Llar d'infants irlandesa) Associació de llars d'infants en gaèlic irlandès.[6]
- El Comhar Naíonraí na Gaeltachta és l'associació de llars d'infants dels territoris de parla irlandesa. El Comhar Naíonraí na Gaeltachta (CNNG) s'establí l'any 2004, per Údarás na Gaeltachta (organisme estatal per a les zones de parla irlandesa d'Irlanda), per proveir educació preescolar als infants en llengua gaèlica irlandesa en les zones de parla irlandesa (Gaeltacht) de la República d'Irlanda.[7]
- El Gael Linn, fundat l'any 1953, és una organització de caràcter econòmic per recaptar ajudes amb un sistema d'apostes esportives per finançar la reviscolança gaèlica.
- L'any 1980 fou fundat Údarás na Gaeltachta, un organisme encarregat del desenvolupament industrial de la zona gaèlica. En depenen 4.500 persones, 150 indústries i 500 tallers.
- El 1982, per la precària situació de la llengua, es creà Bord na Gaeilge (Oficina del Gaèlic), que preparà un pla d'actuació per al període 1983-1986 per tal de crear bosses de llengua gaèlica a les zones urbanes, incloure més hores en gaèlic a la RTE i a les intervencions al Dail i al Seanad, formar mestres i alumnes, col·laborar amb la Comdhala Naisiunta na Gaeilge per tal d'ampliar la base d'actuació i potenciar l'economia de la Gaeltacht perquè no emigrin ni abandonin la llengua.
- Per la seva banda, An Roinn Ealaíon Oidhreachta Agus Gaeltachta (Departament d'Arts, de Patrimoni i dels Territoris de Parla Irlandesa) farà de coordinador entre Bord na Gaeilge, i Údarás, per tal de repartir l'ajut estatal, i col·laborar amb entitats privades. També promouen Glor na ngael, una competició anual feta en irlandès que té lloc a les viles i barris, semblant als Jocs florals, per tal d'enfortir la comunitat de parlants de gaèlic.

## Història de la llengua
L'irlandès és la llengua cèltica que presenta els més antics testimonis escrits. Es tracta d'unes 300 inscripcions sepulcrals fetes en un tipus d'escriptura rúnica coneguda com a ogam (basada en el nombre, orientació i inclinació dels grups de línies que creuen una de més llarga i que fa de conductora), que daten dels segles iv al vii dC. Entre els segles viii i xii es desenvolupa una àmplia producció literària en prosa i en vers (amb obres com Leabhar na hUidre, el Llibre de Leinster i el Llibre d'Armagh). Durant l'època de transició entre aquesta variant originària de la llengua (coneguda com a irlandès antic) i l'irlandès modern (període que va des del 1200 fins al 1600, aproximadament), es produí el floriment de la poesia conreada pels bards. Aquests eren una espècie de poetes cantors celtes, semblants als aedes grecs, que exaltaven en les seues composicions les gestes i la genealogia mítica dels senyors sota els quals vivien. A partir del segle xvii va tenir lloc un període de declivi cultural a Irlanda, atenuat únicament per tres destacats poetes: Ó Bruadair (segle xvii), Aogán Ó Rathaille (segle xviii) i Brian Merriman (segle xviii). El segle xix portà un ressorgir de la literatura irlandesa (tot i que escrita a partir de llavors en anglès) pels dramaturgs William Butler Yeats i Lady Gregory. James Joyce, autor del revolucionari Ulisses (1922), fou una figura clau en el desenvolupament de les lletres irlandeses durant el segle xx, al qual també van contribuir les obres teatrals de George Bernard Shaw i els relats curts de Liam Flaherty.

## Ortografia i pronunciació
L'alfabet gaèlic tradicional constitueix una evolució del sistema llatí, duta a terme devers el segle V dC. Conté solament cinc vocals i tretze consonants (totes les de l'alfabet llatí excepte els caràcters j, k, q, v, w, x, i, z). Les vocals llargues s'indiquen mitjançant un accent agut, mentre que un punt damunt una consonant (ḃ, ċ, ḋ, ḟ, ġ, ṁ, ṗ, ṡ, ṫ) significa que es pronuncia aspirada, amb una emissió extra d'aire procedent dels pulmons que pot variar la seua naturalesa articulatòria. No obstant això, en l'actualitat és habitual de representar l'irlandès mitjançant caràcters plenament llatins, sense el punt diacrític anterior (en substitució de tot això s'afig una h després de la consonant en qüestió). El repertori de sons consonants és:
oclusius: [p], [b], [t], [d], [k], [g]
oclusius palatalitzats: [pʲ], [bʲ], [tʲ], [dʲ], [kʲ], [gʲ]
fricatius: [f], [v], [s], [ʃ], [x], [γ], [h]
fricatius palatalitzats: [fʲ], [xʲ] (o [ç]), [γʲ] (o [j])
nasals: [m], [n], [η]
nasals palatalitzats: [mʲ], [nʲ], [ηʲ]
líquids: [l], [r]
líquids palatalitzats: [lʲ], [rʲ]
semivocal: [w]
Les variants palatals es produeixen sempre en presència de les vocals e, i. Depenent del context fonètic en què es troben, alguns dels anteriors sons es transformen en uns altres per un procés anomenat mutació, propi de les llengües celtes. Hi ha quatre tipus de mutació en irlandès:
- Lenició. Consisteix en la conversió, en un context sonor, d'una consonant oclusiva en fricativa, o també d'una fricativa o nasal en aspirada. Aquest procés s'observa principalment en el so inicial de substantius femenins singulars després de l'article determinat an, en el genitiu singular dels substantius masculins i després dels adjectius possessius singulars:
  - bean( pronunciation (?·pàg.)) 'dona' — an bhean( pronunciation (?·pàg.)) 'la dona': [bæn] > [ən'væn]
  - crann( pronunciation (?·pàg.)) 'arbre'; barr 'extrem' — barr an chrainn( pronunciation (?·pàg.)) 'l'alt de l'arbre': [krɑːn] > [barən'χrɑɲ]
  - mac( pronunciation (?·pàg.)) 'fill' — mo mhac( pronunciation (?·pàg.)) 'el meu fill': [mak] > [mə'wak]
- Sonorització. Les consonants oclusives sordes esdevenen els seus correlats sonors al començament de mot després d'un adjectiu possessiu plural, després de certs numerals, en el cas del datiu singular i genitiu plural, etc. El so resultant d'aquest procés es representa ortogràficament mitjançant un dígraf:
  - cairde( pronunciation (?·pàg.)) 'amics' — ár gcairde( pronunciation (?·pàg.)) 'els nostres amics': ['kardʲə] > [a:r'gardʲə]
  - capall( pronunciation (?·pàg.)) 'cavall' — seacht gcapall( pronunciation (?·pàg.)) 'set cavalls': ['kapɑːl] > [ʃæχt'gapɑːl]
  - teach( pronunciation (?·pàg.)) 'casa' — i dteach( pronunciation (?·pàg.)) 'a casa': [tʲæχ] > [i'dʲæχ]
- Pròtesi d'h-. L'addició d'aquest so es produeix, en mots que comencen per vocal, després de l'article determinat plural na, després del possessiu a ‘el seu [d'ella]', després del substantiu de ‘dia', després de certes preposicions i partícules, etc.:
  - éan( pronunciation (?·pàg.)) 'ocell' — na héin( pronunciation (?·pàg.)) 'els ocells': [an] > [nə'he:ɲ]
  - aos( pronunciation (?·pàg.)) 'edat' — a haois( pronunciation (?·pàg.)) 'la seua edat': [es] > [a'hʷis]
  - Aoine( pronunciation (?·pàg.)) 'divendres' — Dé hAoine( pronunciation (?·pàg.)) 'divendres' (lit. 'dia divendres'): ['inə] > [dʲeː'hinə]
- Pròtesi de t-. La prefixació d'aquest so es produeix en substantius masculins singulars que comencen per vocal sempre que els precedesca l'article determinat; en substantius femenins singulars en cas nominatiu o masculins singulars en cas genitiu que comencen per s-, el grup resultant ts- es pronuncia igualment [t]:
  - arán( pronunciation (?·pàg.)) [m.] 'pa' — an t-arán( pronunciation (?·pàg.)) 'el pa': [arən] > [an'tarən]
  - seachtain( pronunciation (?·pàg.)) [f.] 'setmana' — an tseachtain( pronunciation (?·pàg.)) 'la setmana': ['ʃæχtən] > [ən'tʲæχtən]

L'inventari de sons vocals és:
curts: [ɪ], [ɜ], [æ], [a], [ɔ], [u]
llargs: [ɪː], [eː], [aː], [oː], [uː]
de timbre indecís: [ə]
La correspondència entre sons i lletres en irlandès és prou difusa, car existeixen solament 18 caràcters per a representar més de 45 sons. Per exemple, el so vocàlic [o:] es pot transcriure com o, ói, eo, eoi, omh i omhai. L'accent prosòdic cau normalment en la primera síl·laba dels mots.

## Morfologia i sintaxi
Vegeu també: Formes verbals dependents i independents
Hi ha dos únics gèneres en irlandès, masculí i femení, de caràcter gramatical. Dins de la flexió nominal hi ha cinc declinacions, cada una amb tres casos: nominatiu/acusatiu, vocatiu i genitiu. Uns pocs substantius presenten formes específiques per al cas datiu. A continuació s'il·lustra la formació de plurals en substantius típics de cada declinació:
1a D.: capall 'cavall' — capaill ‘cavalls'
2a D.: cloch 'pedra' — clocha ‘pedres'
3a D.: ríocht 'regne' — ríochtaí ‘regnes'
4a D.: iascaire 'pescador' — iascairi ‘pescadors'
5a D.: cathair 'ciutat' — cathracha ‘ciutats'
L'adjectiu sol anar a continuació del substantiu a què modifica i en el mateix cas, gènere i nombre (ex.: fear mór ‘home gran'; fir mhóra ‘hòmens grans'; fir mhóir ‘d'un home gran'). Els pronoms numerals (de l'1 al 10) són: a haon, a dó, a trí, a ceathair, a cúig, a sé, a seacht, a hocht, a naoi, a deich.
Dins de la flexió verbal hi ha únicament dues conjugacions: verbs amb tema monosil·làbic (que formen el futur mitjançant les desinències -fidh / -faidh) i verbs amb tema polisil·làbic (que afegeixen la terminació -oidh per a aquest mateix temps). Hi ha una considerable divergència entre els dialectes irlandesos pel que fa a la morfologia verbal. Generalment, els dialectes del sud (Munster) són més conservadors i retenen les formes originàries sintètiques, mentre que els del nord i l'oest han desenvolupat formes analítiques per expressar les distintes categories verbals. L'ordre bàsic de l'oració irlandesa no marcada és verb-subjecte-objecte (ex.: Scríobh Colm litir 'Colm va escriure una carta').

## Mostra textual
Sant Joan V 1 -8 
- 1. Bhí an Briathar ann i dtús báire agus bhí an Briathar in éineacht le Dia, agus ba Dia an Briathar.
- 2. Bhí sé ann i dtús báire in éineacht le Dia.
- 3. Rinneadh an uile ní tríd agus gan é ní dearnadh aon ní dá ndearnadh.
- 4. Bhí beatha ann agus ba é solas na ndaoine an bheatha.
- 5. Agus tá an solas ag taitneamh sa dorchadas, ach níor ghabh an dorchadas é.
- 6. Bhí fear a tháinig ina theachtaire ó Dhia, agus Eoin a ba ainm dó.
- 7. Tháinig sé ag déanamh fianaise chun fianaise a thabhairt i dtaobh an tsolais chun go gcreidfeadh cách tríd.
- 8. Níorbh é féin an solas ach tháinig ag tabhairt fianaise i dtaobh an tsolais.